# Blutblumen
Blutblumen (Haemanthus) sind eine Pflanzengattung aus der Familie der Amaryllisgewächse (Amaryllidaceae). Der Trivialname Blutblumen ist die direkte Übersetzung des botanischen Gattungsnamens Haemanthus. Die etwa 22 Arten sind vor allem in Südafrika verbreitet und viele davon sind Florenelemente der Capensis.

## Beschreibung und Ökologie

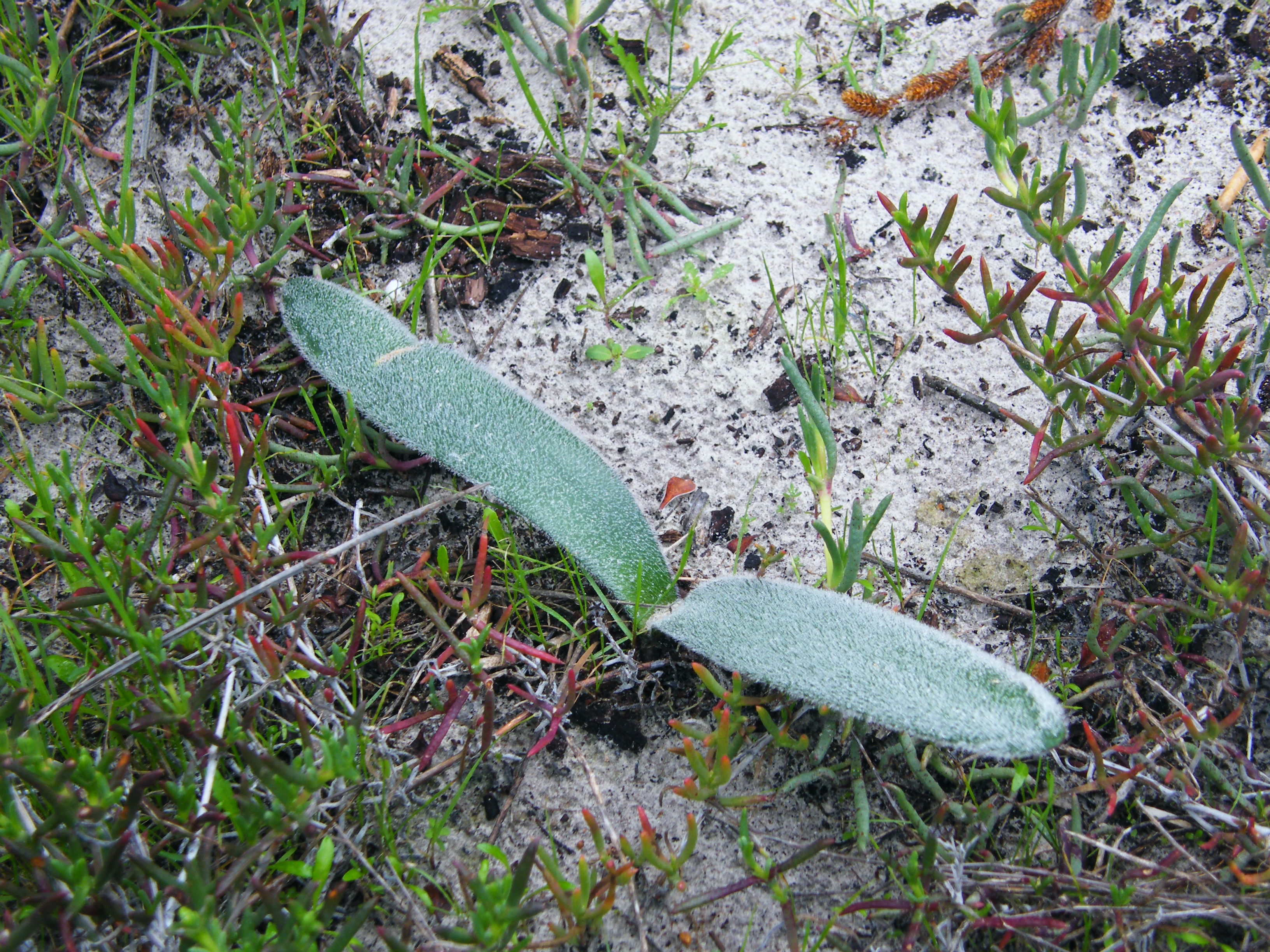
Habitus mit zwei Laubblättern während der Vegetationszeit im Juni von Haemanthus pubescens im Habitat

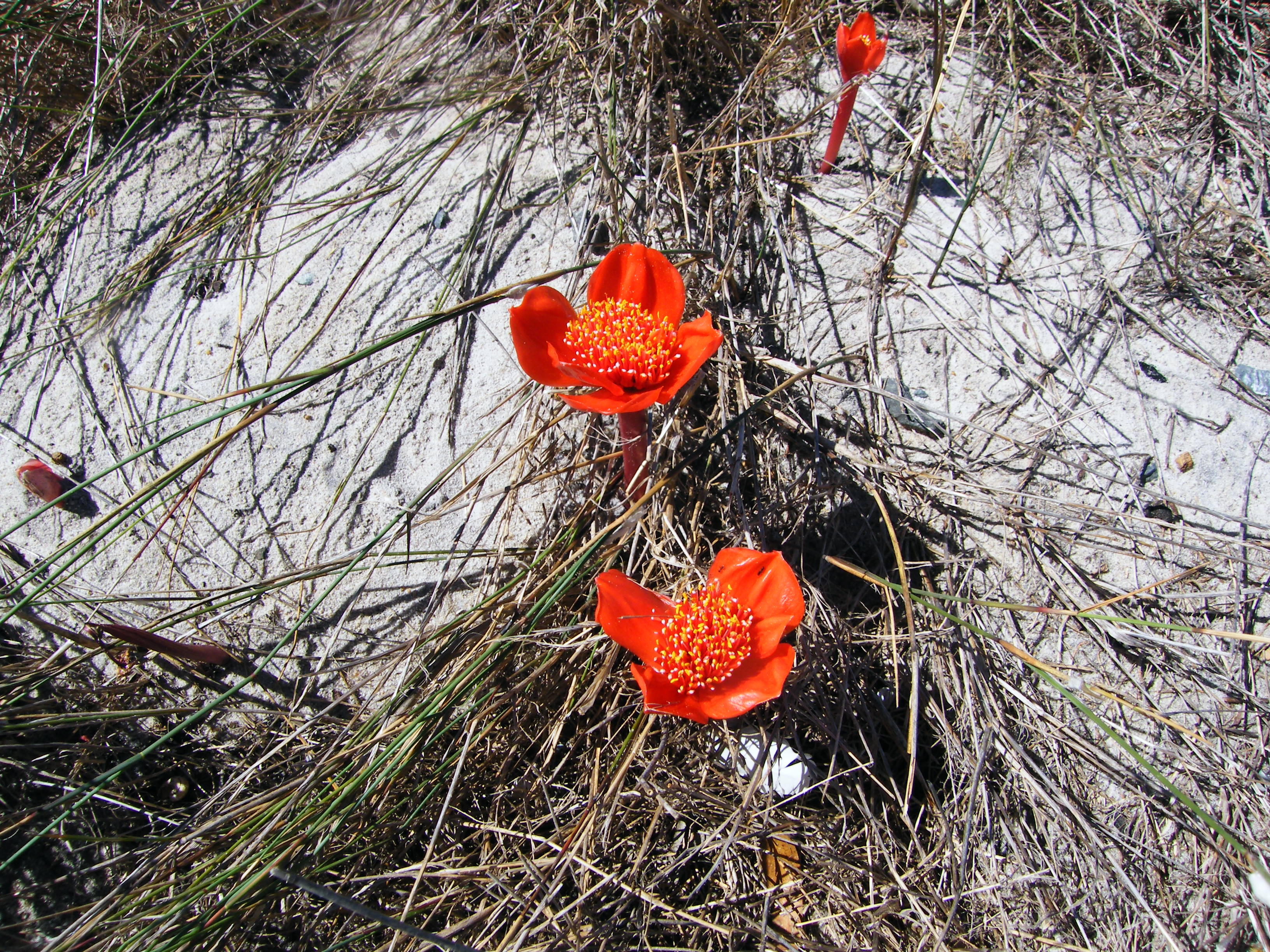
Blütenstände während der Trockenzeit im März von Haemanthus pubescens im Habitat

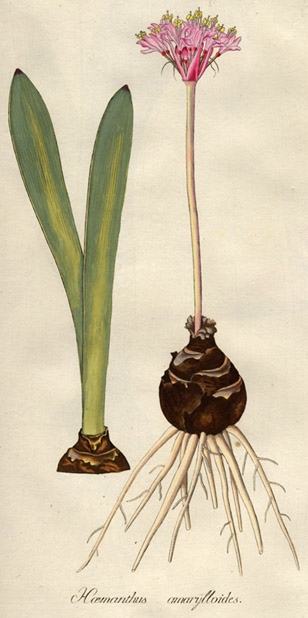
Illustration von Haemanthus amarylloides: Links: Im Winter mit zwei Laubblättern. Rechts: Im blattlosen Zustand mit Blütenstand

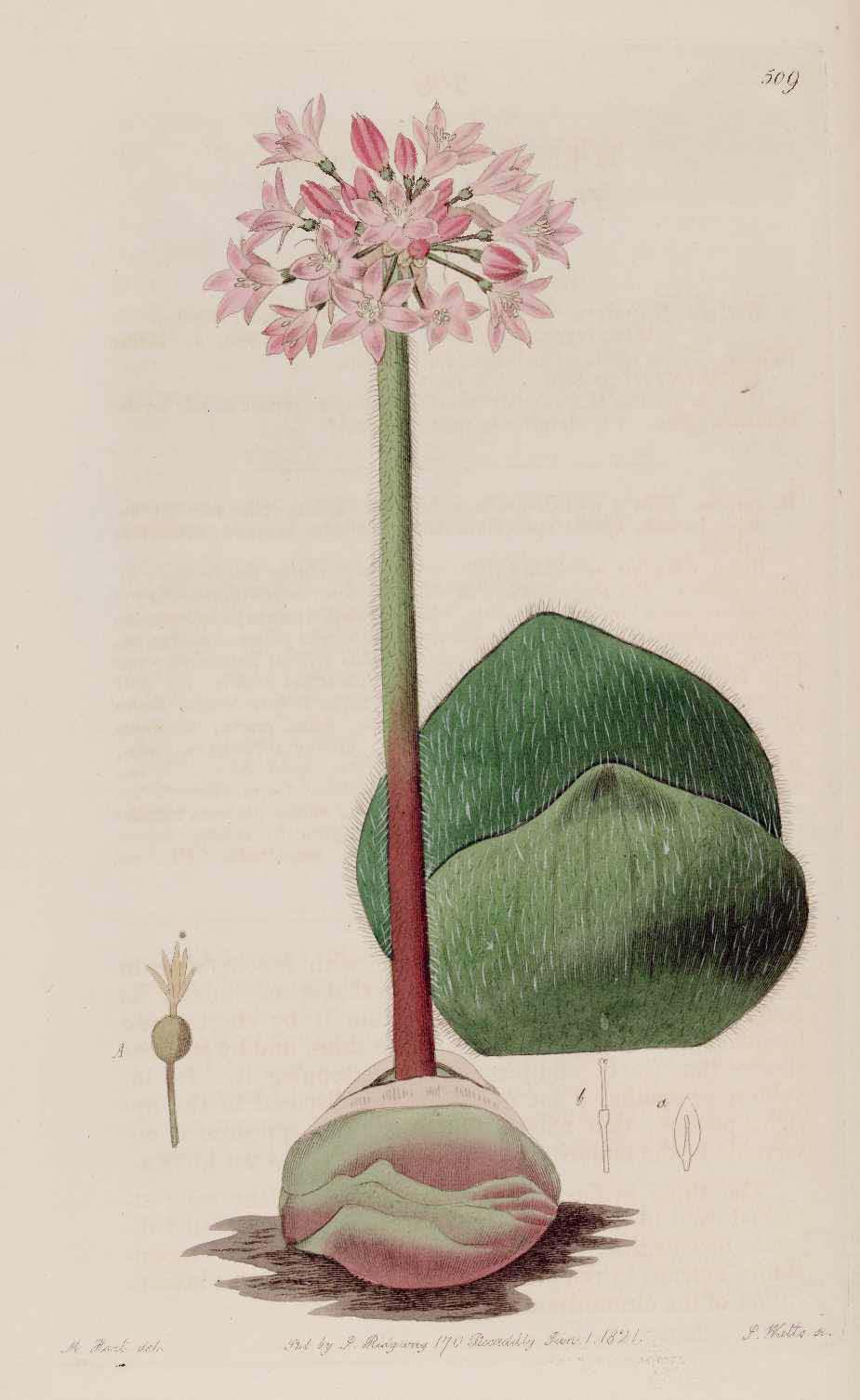
Illustration von Haemanthus carneus: In der Vegetationszeit mit zwei Laubblättern und im blattlosen Zustand mit Blütenstand

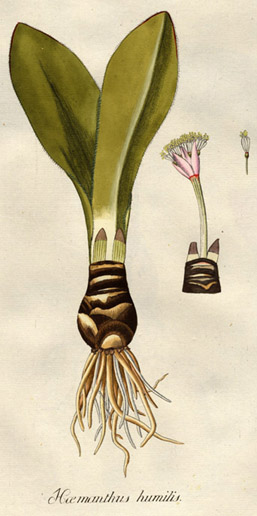
Illustration von Haemanthus humilis: Links: Im Sommer mit zwei Laubblättern. Rechts: Im blattlosen Zustand mit Blütenstand

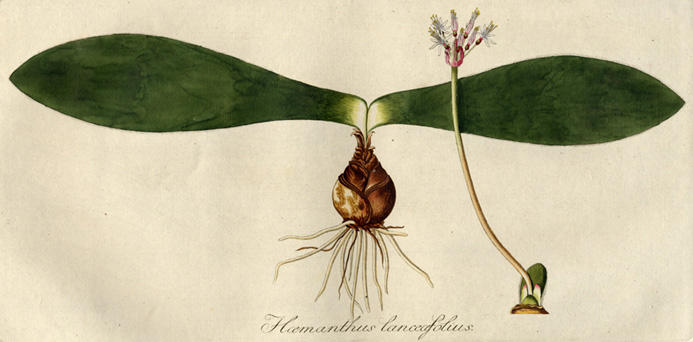
Illustration von Haemanthus lanceifolius: In der Vegetationszeit mit zwei Laubblättern und im blattlosen Zustand mit Blütenstand

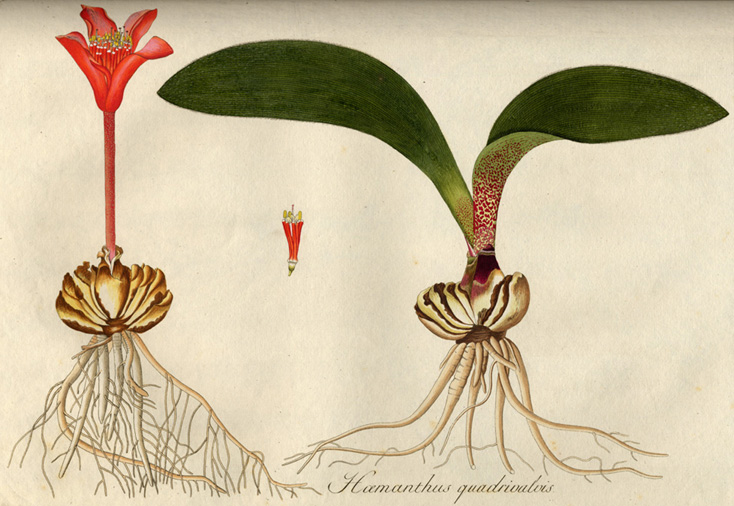
Illustration von Haemanthus pubescens

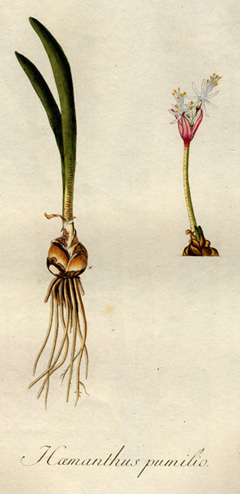
Illustration von Haemanthus pumilio: In der Vegetationszeit mit zwei Laubblättern und im blattlosen Zustand mit Blütenstand

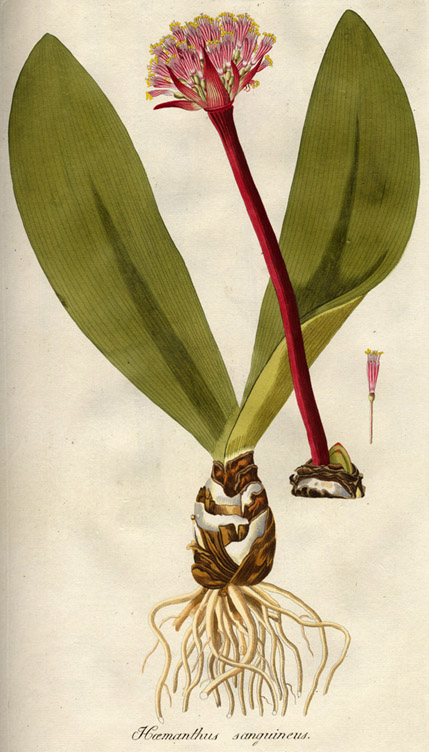
Illustration von Haemanthus sanguineus: In der Vegetationszeit mit zwei Laubblättern und im blattlosen Zustand mit Blütenstand

Blutblumen-Arten sind meist laubabwerfende oder seltener immergrüne, ausdauernde krautige Pflanzen. Als Überdauerungsorgane bilden sie Zwiebeln. Sie bilden auffällig dicke, lange, sprossbürtige Wurzeln. Im Winter grün sind: H. amarylloides, H. barkerae, H. canaliculatus, H. coccineus, H. crispus, H. dasyphyllus, H. pubescens, H. sanguineus und H. unifoliatus. Im Sommer grün sind: H. humilis, H. montanus. Immergrün sind H. albiflos, H. deformis, H. pauculifolius. Je nach Art bilden ausgewachsene Pflanzen ein, zwei, vier oder selten sechs grundständige, aufrechte oder flach ausgebreitete Laubblätter, die ledrig oder etwas fleischig sind. Bei einigen Arten sind die Laubblätter behaart.
Es werden dicke, fleischige Blütenstandsschäfte gebildet. Auffällig ist der doldige Blütenstand wegen der mindestens vier becherförmigen, oft intensiv gefärbten Hochblätter, die für die Anlockung von Bestäubern sehr wichtig sind. Dagegen sind die sechs Blütenhüllblätter etwas reduziert und relativ unscheinbar; sie sind schmal und rot bis rosa, selten weiß. Die zwittrigen Blüten sind dreizählig. Außer bei H. carneus sind die Staubblätter lang. Drei Fruchtblätter sind zu einem unterständigen Fruchtknoten verwachsen, mit nur ein oder zwei Samenanlagen je Fruchtknotenkammer. Der gerade Griffel endet in einer winzigen Narbe. Der ganze Blütenstand wirkt als Blume, blütenbiologische Einheit, zur Anlockung der Bestäuber. Die Blüten produzieren viel Nektar und Pollen.
Es werden Beeren gebildet, die viele Samen enthalten; das haben sie mit den Scadoxus gemeinsam und unterscheidet die beiden von den übrigen Gattungen des Tribus. Die eiförmigen bis kugeligen Beeren werden bei Reife weiß, orange, rosa bis rot und sie sind meist aromatisch. Die eiförmigen, fleischigen Samen sind rot, grün oder opalartig schimmernd.

## Systematik und Gefährdung
Die Gattung Haemanthus wurde durch Carl von Linné aufgestellt. Der Gattungsname Haemanthus leitet sich von den altgriechischen Wörtern: αἷμα haima für „Blut“ und ἄνθος ánthos für „Blüte“ oder „Blume“ ab und bezieht sich auf die blutroten Blütenstände (siehe Bilder in der Galerie unten) der als erstes im frühen 17. Jahrhundert beschriebenen Art Haemanthus coccineus.
Die beiden nah verwandten Gattungen Scadoxus und Haemanthus gehören zur Tribus Haemantheae in der Unterfamilie Amaryllidoideae innerhalb der Familie der Amaryllidaceae. Viele der Arten, die man früher zu dieser Gattung zählte, werden heute der Gattung Scadoxus zugerechnet.
Die etwa (11 bis) 22 Arten sind vor allem in Südafrika verbreitet und viele davon sind Florenelemente der Capensis.
In der Gattung gibt es etwa (11 bis) 22 Arten:
- Haemanthus albiflos Jacq.: Sie kommt in den südafrikanischen Provinzen Ostkap, Westkap sowie KwaZulu-Natal vor. Ihre Bestände gelten als stabil. Sie wird in der Roten Liste der gefährdeten Arten Südafrikas als „least concern“ = „nicht gefährdet“ eingestuft.[1]
- Haemanthus amarylloides Jacq.: Es gibt drei Unterarten:
  - Haemanthus amarylloides Jacq. subsp. amarylloides: Sie kommt von Garies to Clanwilliam im West- sowie Nordkap vor. Sie gedeiht im Fynbos und in der Sukkulenten-Karoo auf Böden über Granit oder Tafelberg-Sandstein, meist in saisonal feuchten Vertiefungen oder entlang von Wasserläufen. Die Bestände der etwa 15 Fundorte nehmen durch Landwirtschaft und Verstädterung fortlaufend ab. Sie wurde 2007 in der Roten Liste der gefährdeten Pflanzenarten Südafrikas als „Near Threatened“ = „gering gefährdet“ bewertet.[1]
  - Haemanthus amarylloides subsp. polyanthus Snijman: Sie kommt im Nordkap vor. Ihre Bestände gelten als stabil. Sie wird in der Roten Liste der gefährdeten Arten Südafrikas als „least concern“ = „nicht gefährdet“ eingestuft.[1]
  - Haemanthus amarylloides subsp. toximontanus Snijman: Dieser Endemit kommt nur in Gifberg im Westkap vor. Er gedeiht im trockenen Berg-Fynbos der Tafelberg-Sandsteingruppe nur auf saisonal feuchten „Felsleisten“. Es gibt nur fünf Fundorte. Einer davon wurde durch Straßenbau beeinträchtigt. Die Bestände werden fortlaufend durch abernten für den Gartenbau und durch Grundwasserentzug durch benachbarte landwirtschaftliche Flächen dezimiert. Sie wurde in der Roten Liste der gefährdeten Pflanzenarten Südafrikas als „endangered“ = „stark gefährdet“ bewertet.[1]
- Haemanthus avasmontanus Dinter: Sie kommt in Namibia vor.[2]
- Haemanthus barkerae Snijman: Dieser Endemit kommt im Nordkap vor. Die Bestände gelten als stabil. Sie wird 2004 in der Roten Liste der gefährdeten Arten Südafrikas als „least concern“ = „nicht gefährdet“ eingestuft.[1]
- Haemanthus canaliculatus Levyns: Dieser Endemit kommt nur in einem Areal kleiner als 50 km² von Rooiels bis Betty’s Bay im Westkap vor. In den nur drei bekannten Fundorten gibt es insgesamt weniger als 1000 blühfähige Exemplare. Die Bestände nehmen fortlaufend ab durch Hausbau an der Küste, Löschen von Buschbrände und Entnahme von Exemplaren für den Gartenbau. Sie gedeiht im Fynbos in sumpfigen Küstentiefländern. Diese Art blüht nur nach Bränden. Sie wurde 2007 in der Roten Liste der gefährdeten Pflanzenarten Südafrikas als „endangered“ = „stark gefährdet“ bewertet.[1]
- Haemanthus carneus Ker Gawl.: Sie kommt in den südafrikanischen Provinzen Ostkap, Freistaat sowie KwaZulu-Natal vor. Die Bestände gelten als stabil. Sie wird in der Roten Liste der gefährdeten Arten Südafrikas als „least concern“ = „nicht gefährdet“ eingestuft.[1]
- Haemanthus coccineus L. (Syn.: Haemanthus concolor Herb., Haemanthus moschatus Jacq., Haemanthus splendens Dinter, Haemanthus tigrinus Jacq.): Sie ist im südlichen Afrika vom südlichen Namibia bis zu den südafrikanischen Provinzen Ost-, Nord- sowie Westkap vom Keiskamma River bis zur Kap-Halbinsel. Sie gedeiht in Winterregengebieten im Renosterveld und Fynbos. Sie wird in der Roten Liste der gefährdeten Arten Südafrikas als „least concern“ = „nicht gefährdet“ eingestuft.[1]
- Haemanthus crispus Snijman (Syn.: Haemanthus undulatus Herb.): Sie kommt im West- sowie Nordkap vor. Ihre Bestände gelten als stabil. Sie wird in der Roten Liste der gefährdeten Arten Südafrikas als „least concern“ = „nicht gefährdet“ eingestuft.[1]
- Haemanthus dasyphyllus Snijman: Sie kommt von Kamiesberg bis Loeriesfontein im Nordkap vor. Sie gedeiht im Fynbos und in der Sukkulenten-Karoo in Felsspalten. Es sind nur vier Fundorte bekannt, sie gelten als nicht bedroht, das sie unzugänglich sind. Sie wurde in der Roten Liste der gefährdeten Pflanzenarten Südafrikas als „Rare“ = „selten, aber nicht gefährdet“ bewertet.[1]
- Haemanthus deformis Hook. f. (Syn.: Haemanthus baurii Baker, Haemanthus mackenii Baker): Sie kommt von Umtata bis Durban im Ostkap sowie KwaZulu-Natal vor. Die Fundorte sind weit voneinander isoliert und nie sind die Bestände reich an Exemplaren, meist sind es nur 5 bis 15. Sie gedeiht an Waldrändern nahe der Küste, im Grasland, im Küstenbereich des Indischen Ozeans und in der Savanne, in windgeschützten Bereichen unter Büschen oder auf feuchten Kiesbänken. Die Bestände nehmen fortlaufend ab, da sie als Heilpflanze für die Volksmedizin gesammelt werden. Sie wird in der Roten Liste der gefährdeten Pflanzenarten Südafrikas als „vulnerable“ = „gefährdet“ eingestuft.[1]
- Haemanthus graniticus Snijman: Dieser Endemit kommt von Springbok bis Kamiesberg im Nordkap vor. Er gedeiht im Namaqualand-Klipkoppe-Buschland oder Namaqualand-Granit-Renosterveld. Die nur drei bekannten Fundorte sind durch Ackerbau und Sammeln für den Gartenbau fortlaufend gefährdet. Sie wurde 2004 in der Roten Liste der gefährdeten Pflanzenarten Südafrikas als „endangered“ = „stark gefährdet“ bewertet.[1]
- Haemanthus humilis Jacq.: Es gibt zwei Unterarten:
  - Haemanthus humilis subsp. hirsutus (Baker) Snijman (Syn.: Haemanthus hirsutus Baker): Sie ist in Lesotho, Eswatini und in den südafrikanischen Provinzen Ostkap, Free State, Gauteng, KwaZulu-Natal sowie Mpumalanga verbreitet. Sie wird in der Roten Liste der gefährdeten Arten Südafrikas als „least concern“ = „nicht gefährdet“ eingestuft.[1]
  - Haemanthus humilis Jacq. subsp. humilis (Syn.: Haemanthus nelsonii Baker): Sie ist in Botswana und weiten Teilen Südafrikas verbreitet. Sie wird in der Roten Liste der gefährdeten Arten Südafrikas als „least concern“ = „nicht gefährdet“ eingestuft.[1]
- Haemanthus lanceifolius Jacq.: Dieser Endemit kommt von Vanrhynsdorp bis Calvinia im West- sowie Nordkap vor. Er gedeiht in der Sukkulenten-Karoo, entweder auf windtransporierten Sand oder auf steinigen Böden über Dolomitgestein. Er ist nur noch von vier Fundorten bekannt. In den letzten 60 Jahren sind mindestens 30 % des ursprünglichen Areals durch Ackerbau verloren. Die Restbestände werden durch invasive Pflanzenarten fortlaufend beeinträchtigt. Sie wird in der Roten Liste der gefährdeten Pflanzenarten Südafrikas als „vulnerable“ = „gefährdet“ eingestuft.[1]
- Haemanthus montanus Baker (Syn.: Haemanthus amarylloides sensu Baker non Jacq.): Sie ist in Botswana und in den und in den südafrikanischen Provinzen Ostkap, Free State, Gauteng, KwaZulu-Natal, Mpumalanga, North West verbreitet. Sie wird in der Roten Liste der gefährdeten Arten Südafrikas als „least concern“ = „nicht gefährdet“ eingestuft.[1]
- Haemanthus namaquensis R.A.Dyer: Sie ist im südlichen Afrika vom südlichen Namibia bis Kharkams in Namaqualand im Nordkap verbreitet. Sie ist im Namaqualand von acht Fundorten bekannt, die weit voneinander isoliert sind. An jedem Fundort gibt es nur wenige, meist keine zehn, Exemplare, die sich vegetativ vermehren. Sie gedeiht in der Wüste und in der Sukkulenten-Karoo unter niedrigen Sträuchern oder zwischen Granitfelsen geschützt. Sie wurde 2007 in der Roten Liste der gefährdeten Pflanzenarten Südafrikas als „Rare“ = „selten, aber nicht gefährdet“ bewertet.[1]
- Haemanthus nortieri Isaac: Dieser Endemit kommt nur in den Nardous-Bergen im Westkap vor. Er gedeiht im Fynbos auf saisonal wassergesättigten Sickerstellen zwischen flachen Sandsteinfelsen. Es sind auf einem Gesamtareal von weniger als 100 km² nur drei Fundorte bekannt. Die Bestände nehmen fortlaufend ab durch Weidetiere, Straßenbau, Sammeln für den Gartenbau und invasive Pflanzenarten. Sie wurde 2004 in der Roten Liste der gefährdeten Pflanzenarten Südafrikas als „endangered“ = „stark gefährdet“ bewertet.[1]
- Haemanthus pauculifolius Snijman & A.E.van Wyk: Sie kommt in Eswatini und vom Middle Pongolo River-Stausee sowie Blyderivierspoort bis Pigg's Peak in KwaZulu-Natal und Mpumalanga vor. Sie gedeiht in der Savanne und in Wäldern an Felswänden auf humusreichen Felsspalten. Sie ist in Südafrika von sechs Fundorten bekannt. Die Bestände sind nicht gefährdet, da sie schwer zugänglich sind. Sie wurde 2011 in der Roten Liste der gefährdeten Pflanzenarten Südafrikas als „Rare“ = „selten, aber nicht gefährdet“ bewertet.[1]
- Haemanthus pubescens L. f.: Es gibt drei Unterarten:
  - Haemanthus pubescens subsp. arenicola Snijman: Sie ist vom südlichen Namibia bis zum Groen River im Namaqualand im Nordkap verbreitet. Sie gedeiht in der Wüste und in der Sukkulenten-Karoo im Sukkulenten-Karoo-Buschland sowie im Westküsten-Strandveld in tiefen, windverblasenen roten Küstensanden. In Südafrika gibt es acht Fundorte mit im Habitat weit auseinander liegenden isolierten Exemplaren. Sie wurde 2009 in der Roten Liste der gefährdeten Pflanzenarten Südafrikas als „Rare“ = „selten, aber nicht gefährdet“ bewertet.[1]
  - Haemanthus pubescens subsp. leipoldtii Snijman: Dieser Endemit kommt nur von Vanrhynsdorp bis Klawer im Westkap vor. Er gedeiht in einer Mischung aus Sandebenen-Fynbos, Sukkulenten-Karoo und „Strandveld“ in Gebieten mit Akkumulation von losen, windverblasenen Sand. Es ist nur von drei Fundorten bekannt, von denen zwei teilweise durch Ackerbau und Infrastrukturentwicklung unter Habitatverlust leiden. Er wird 2004 in der Roten Liste der gefährdeten Pflanzenarten Südafrikas als „vulnerable“ = „gefährdet“ eingestuft.[1]
  - Haemanthus pubescens L. f. subsp. pubescens: Sie kommt in den südafrikanischen Provinz Westkap vor. Ihre Bestände gelten als stabil. Sie wird in der Roten Liste der gefährdeten Arten Südafrikas als „least concern“ = „nicht gefährdet“ eingestuft.[1]
- Haemanthus pumilio Jacq.: Dieser Endemit kommt nur bei Stellenbosch im Westkap vor. Er gedeiht im Renosterveld in schweren Böden auf saisonal wassergesättigten Lehmebenen. In den letzten 90 Jahren gingen 66 % des ursprünglichen Areals verloren, dabei sind mindestens 20 % in 60 Jahren durch Ackerbau und Verstädterung verschwunden. Es sind nur noch zwei Fundorte mit insgesamt etwa 2000 blühfähigen Exemplare bekannt. Die Restbestände sind durch Aufsammlung für den Gartenbau und durch Fraß von Nagetieren sowie Heuschrecken bedroht. Buschbrände sind auch eine Gefährdung. Sie wurde 2004 in der Roten Liste der gefährdeten Pflanzenarten Südafrikas als „endangered“ = „stark gefährdet“ bewertet.[1]
- Haemanthus sanguineus Jacq. (Syn.: Haemanthus incarnatus Burch. ex Herb., Haemanthus rotundifolius Ker Gawl.): Sie ist im West- sowie Ostkap verbreitet. Ihre Bestände gelten als stabil. Sie wird in der Roten Liste der gefährdeten Arten Südafrikas als „least concern“ = „nicht gefährdet“ eingestuft.[1]
- Haemanthus tristis Snijman: Dieser Endemit kommt nur in der südöstlichen Tanqua-Karoo im West- sowie Nordkap vor. Es sind nur fünf Fundorte bekannt, die jeweils nur vereinzelte Zwiebeln aufweisen, trotzdem ist diese Art nicht stark gefährdet. Sie gedeiht in der Sukkulenten-Karoo in flachen, saisonal feuchten Standorten auf Böden, die sich über Ecca-Schiefergestein gebildet haben. Sie wird in der Roten Liste der gefährdeten Pflanzenarten Südafrikas als „vulnerable“ = „gefährdet“ eingestuft.[1]
- Haemanthus unifoliatus Snijman: Sie kommt im Nordkap vor. Ihre Bestände gelten als stabil. Sie wird in der Roten Liste der gefährdeten Arten Südafrikas als „least concern“ = „nicht gefährdet“ eingestuft.[1]

## Nutzung
Wenige Arten (beispielsweise Haemanthus albiflos, Haemanthus coccineus, Haemanthus deformis, Haemanthus montanus) werden als Zierpflanzen verwendet. Einige Arten werden in der Volksmedizin verwendet.

## Bilder
Haemanthus coccineus: Blütenstände, die als Blume wirken, blüht während die Pflanze keine Laubblätter besitzt:

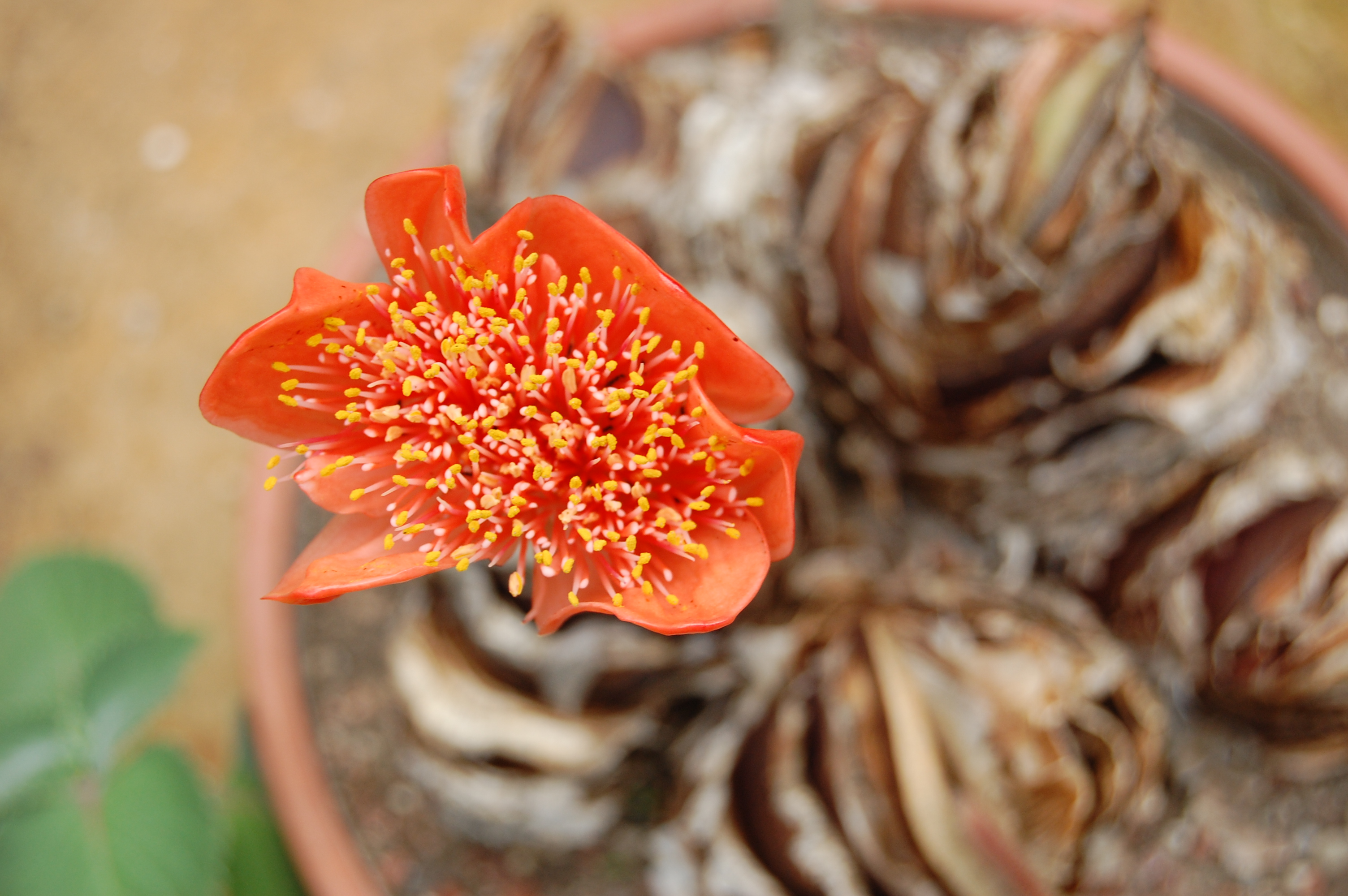
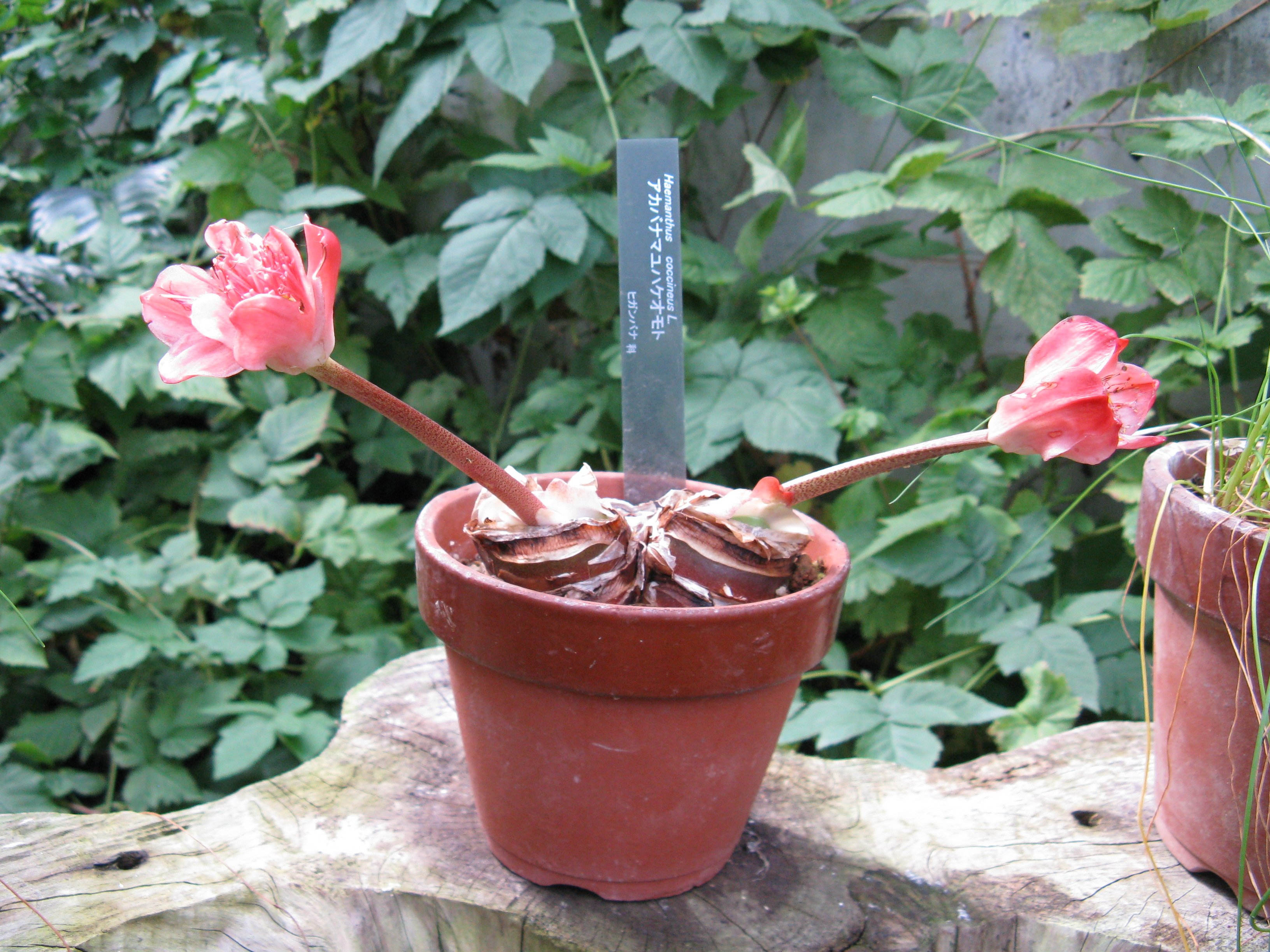
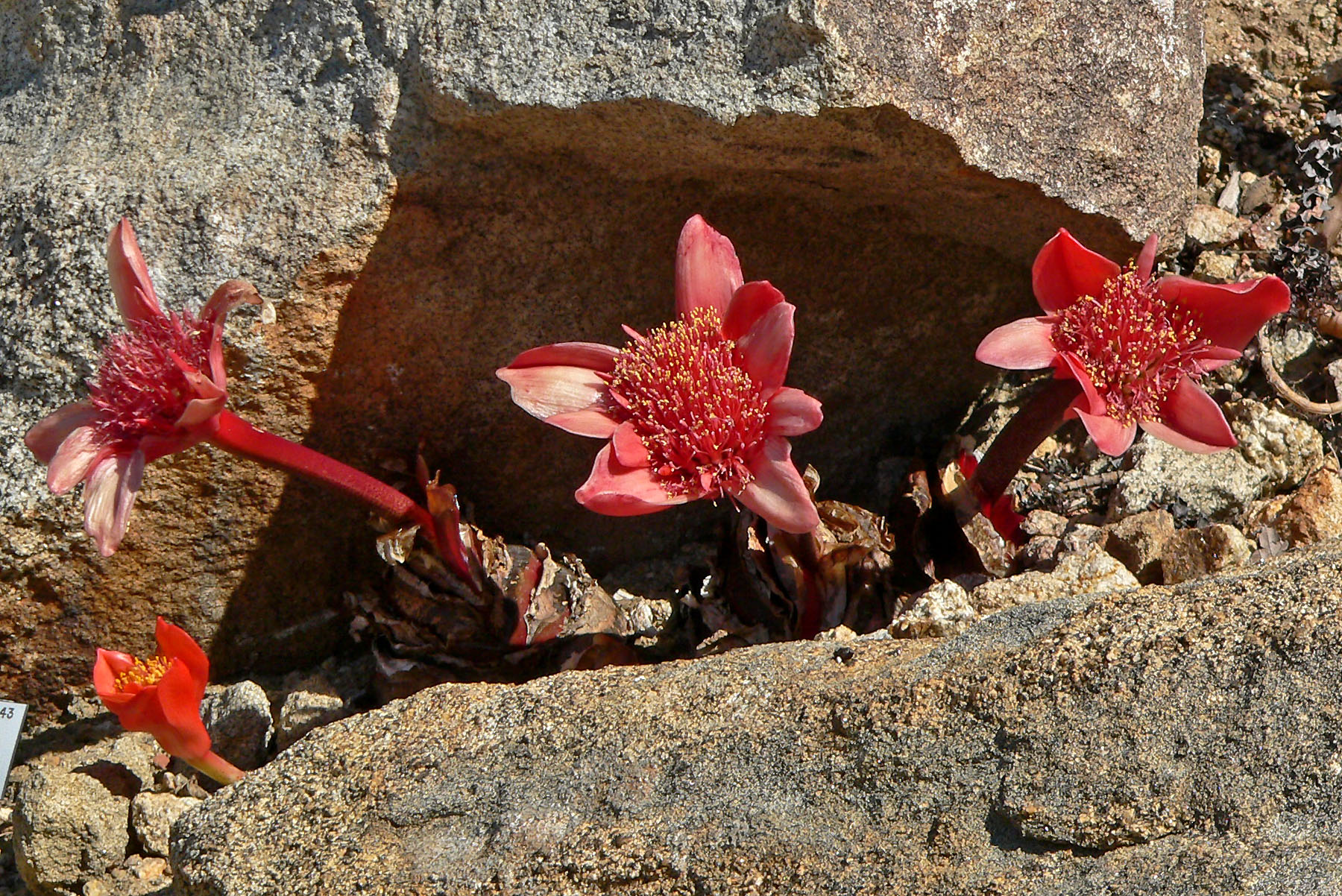
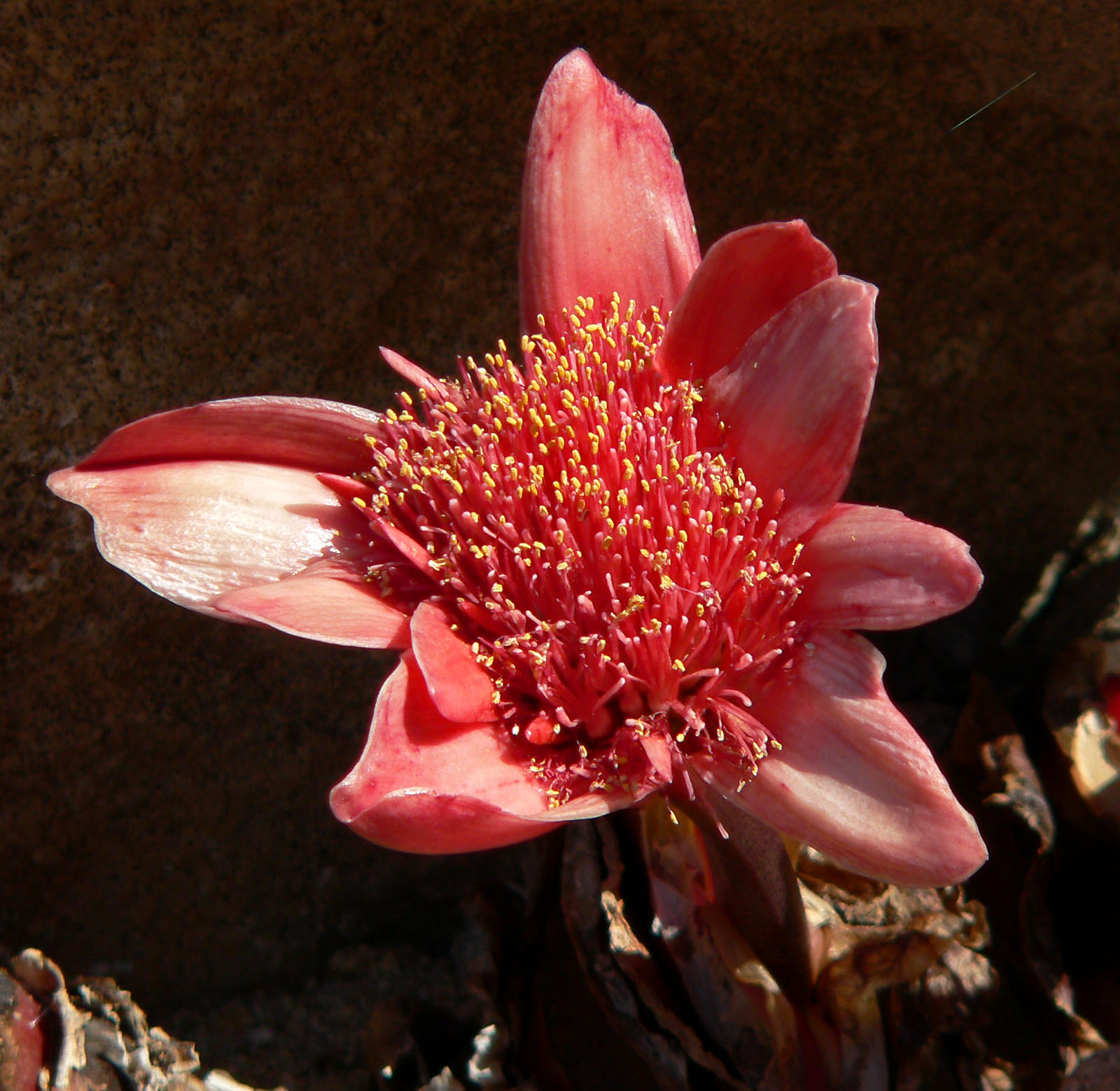

Haemanthus sanguineus im Habitat. Sie blüht während die Pflanze keine Laubblätter besitzt:

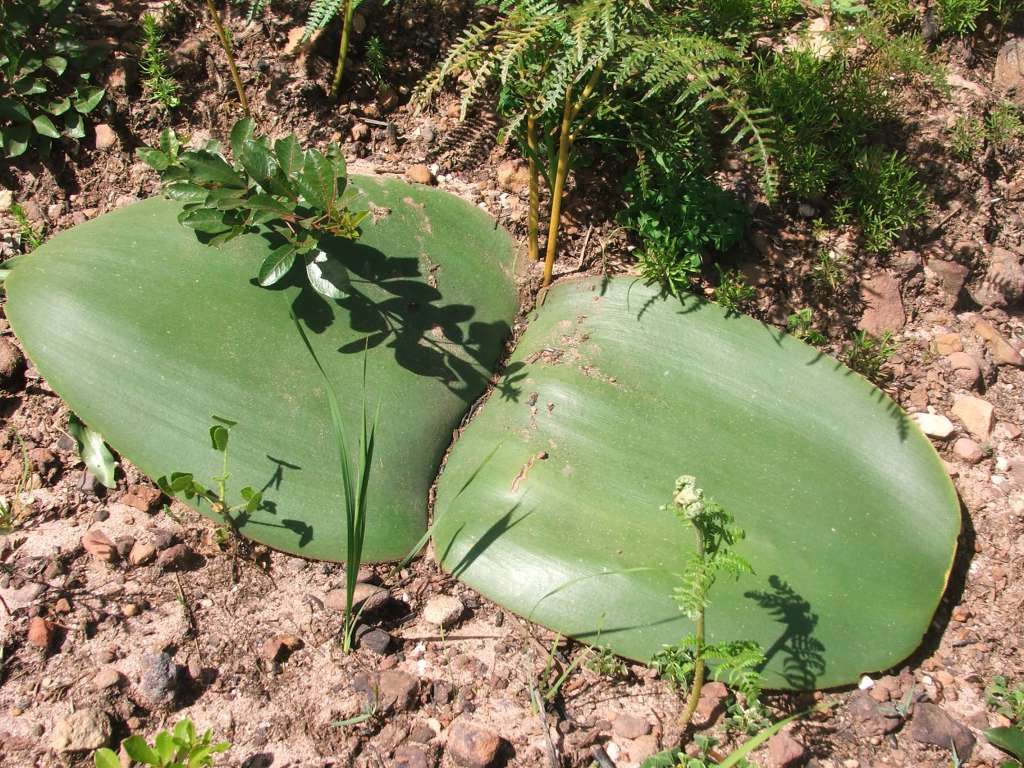
In der Vegetationszeit sind die Laubblätter flach am Boden angeordnet.
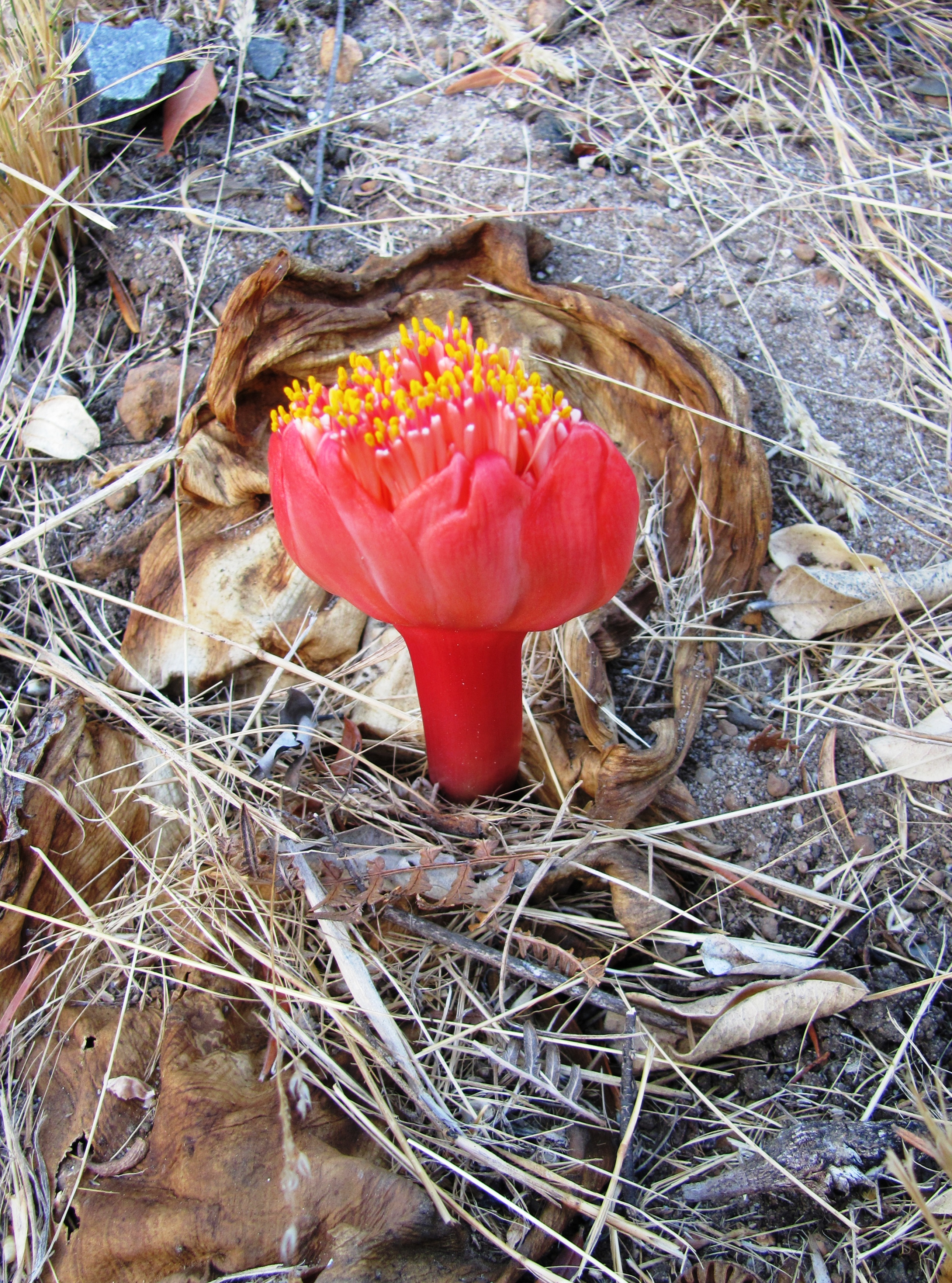
Blütenstand